# Scioa

Mapa

Scioa (nom italià de Xoa, Shoa o Shewa) fou un govern, districte o província de l'Àfrica Oriental Italiana creada el 1939 i que va existir fins al 1941. L'Àfrica Oriental Italiana es va formar el 15 de gener de 1935 per la unió de les colònies d'Eritrea i Somàlia Italiana. El 3 d'octubre de 1935 els italians van envair Abissínia (Etiòpia) que fou formalment annexionada pel Regne d'Itàlia el 9 de maig de 1936 quedant incorporada a l'Àfrica Oriental Italiana; l'1 de juny següent es va establir una nova divisió interna per la qual es van crear sis districtes o províncies: Eritrea (a la que es va agregar la regió etiòpica de la província de Tigre), Somàlia Italiana (a la que es va agregar la regió etiòpica de l'Ogaden), Galla-Sidama (país dels oromos i sud d'Etiòpia), Harar (nord-est d'Etiòpia), Amhara (nord-oest) i Addis Abeba (centre). Els districtes de Galla-Sidama i Amhara van perdre una part del seu territori l'1 de gener de 1939, que fou agregat al districte d'Addis Abeba, que va formar el nou districte de Scioa. El 5 d'abril de 1941 Addis Abeba fou ocupada pel britànics.

Escut de Scioa des de 1939
Escut d'Addis Abeba 1936-1938

## Governadors
Governació d'Addis Abeba
- Giuseppe Bottai (1895 - 1959) 5 de maig de 1936 - 27 de maig de 1936
- Alfredo Siniscalchi (1885 - 1964) 1 de juny de 1936 - 23 de setembre de 1938
- Francesco Camero Medici (1896 - 1946) 23 de setembre de 1938 - 31 de desembre de 1938

Governacio de Scioa
- Enrico Cerulli (1898-1988) 1 de gener de 1939 - 5 de maig de 1939
- Guglielmo Nasi (1879-1971) 5 de maig de 1939 - 2 de juny de 1940
- Giuseppe Daodice di Daodicca (1882 - 1952) 2 de juny de 1940 - 3 d'abril de 1941
- Agenore Frangipani dei marchesi di Mileta (1876 - 1941), interí, 3 d'abril de 1941 - 6 d'abril de 1941